# 越南頭孔無鬚魮
越南頭孔無鬚魮（学名：Poropuntius kontumensis）是輻鰭魚綱鯉形目鯉科的其中一個種，分布於亞洲柬埔寨及越南，體長可達20公分，棲息在森林中水質清澈的小溪，屬肉食性，以水生昆蟲為食。

## 外部連結
- 越南頭孔無鬚魮的圖片